# Lyle, Lyle, Crocodile
Lyle, Lyle, Crocodile es una película de comedia musical estadounidense de acción en vivo/animada por computadora de 2022 dirigida por Will Speck y Josh Gordon a partir de un guion de William Davies. Es una adaptación del cuento infantil del mismo nombre y su precuela The House on East 88th Street de Bernard Waber. La película es protagonizada por Shawn Mendes como el personaje titular junto a Javier Bardem, Constance Wu, Winslow Fegley, Scoot McNairy y Brett Gelman.
Lyle, Lyle, Crocodile fue estrenada en cines en los Estados Unidos el 7 de octubre de 2022 por Columbia Pictures a través de Sony Pictures Releasing. La película recibió reseñas mixtas de los críticos.

## Trama
En la ciudad de Nueva York, un mago carismático llamado Héctor P. Valenti quiere participar en un programa nacional de talentos, pero es rechazado constantemente. Un día, después de una audición fallida, entra en una tienda de mascotas exóticas, donde encuentra un cocodrilo marino bebé que canta y lo llama Lilo. Al ver a Lile como una oportunidad para enriquecerse en el negocio del talento, coloca su casa victoriana de piedra rojiza de tres pisos como garantía para su actuación, pero Lilo experimenta pánico escénico durante el estreno y Héctor pierde la casa. Héctor se ve obligado a mudarse y, a regañadientes, deja que Lilo se las arregle solo mientras intenta ganar más dinero.
Dieciocho meses después, el Sr. y la Sra. Primm y su pequeño hijo Josh se mudan a la casa. Josh inicialmente está aterrorizado de mudarse a su nuevo hogar y lucha por hacer amigos en la escuela. Una noche, descubre a Lilo, ahora adulto, viviendo en el ático, y se hacen amigos cuando Lilo salva a Josh de un ladrón y demuestra su talento para el canto. La madrastra y el padre de Josh finalmente se enteran de Lilo y, aunque inicialmente les aterroriza, se vinculan con Lilo a través de sus pasatiempos favoritos. Un día, Héctor regresa a la casa para visitar a Lilo, ya que un acuerdo establece que puede vivir en la casa quince días al año. Hace otro intento de hacer que Lilo actúe en el escenario, pero falla porque Lilo todavía tiene miedo escénico, además de cuando actúa para los Primms.
Mientras tanto, Alistair Grumps, el antipático vecino de abajo de los Primm, se molesta por la ruidosa actividad causada por Lilo, Hector y los Primm. Decidido a ponerle fin, hace instalar cámaras para descubrir qué está pasando, pero consigue su objetivo sobornando a Héctor para que venda a Lilo a cambio de dinero para pagar sus deudas. Lilo no puede convencer a las autoridades de su naturaleza benevolente debido a su miedo escénico y está encerrado en el zoológico. Sintiéndose culpable por lo que le hizo a Lilo, Héctor va a sacarlo del zoológico con la ayuda de Josh, quien inicialmente no estaba dispuesto a ayudar después de enterarse de que Héctor vendió a Lilo. Ante la insistencia de Josh, Héctor y Lilo se reconcilian antes de que Lilo escape con Josh al concurso de talentos, mientras Héctor distrae a las autoridades. En el escenario,
Un mes después, se lleva a cabo un juicio para determinar si Lilo puede o no ser libre. El juez finalmente decide fallar sobre Grumps a favor de Lilo cuando Héctor revela que la escritura de su casa fue escrita a nombre de su abuela, que estaba escondida debajo de la cama de Grumps, quien construyó la casa y fundó el zoológico de la ciudad de Nueva York donde Lilo anteriormente se mantuvo,  el gato amigable de Grump, vive ahora con los Prim, permitiéndole tener animales exóticos como mascotas. Después del juicio, los Primm celebran la libertad de Lilo y el desalojo implícito de Grumps llevándolo de vacaciones, mientras Héctor se familiariza con un nuevo animal talentoso: una serpiente de cascabel de beatboxing llamada Malfoy, propiedad de Trudy, la amiga de Josh.

## Reparto
- Shawn Mendes como la voz y captura de movimiento de Lilo, un cocodrilo de agua salada antropomórfico que no puede hablar pero sí cantar.[2]
- Javier Bardem como Héctor P. Valenti, el carismático propietario de Lilo.[3]
- Winslow Fegley como Josh Primm[4]
- Constance Wu como Katie Primm, la madre de Josh y la esposa de Joseph.[5]
- Scoot McNairy como Joseph Primm, el padre de Josh y el esposo de Katie.[6]
- Brett Gelman como Mr. Grumps, el vecino de al lado de Primm que le guarda rencor a Lilo.[7]
- Lyric Hurd como Kara Delany[8]

## Producción
Lyle, Lyle, Crocodile es la adaptación cinematográfica del cuento infantil del mismo nombre y más concretamente de su precuela The House on East 88th Street de Bernard Waber. Anteriormente se adaptó como un especial animado de HBO, que también era un musical. Se anunció en mayo de 2021 con el dúo de cineastas Will Speck y Josh Gordon adjuntos para dirigir un guion de William Davies para Sony Pictures. El rodaje tuvo lugar en la ciudad de Nueva York en septiembre de 2021. Los lugares de rodaje notables incluyen 85th Street, 86th Street, Astor Place y Bowery, y Broadway, entre 45th Street y 46th Street. Las canciones originales de la película fueron escritas por los productores ejecutivos Benj Pasek y Justin Paul junto con Ari Afsar, Emily Gardner Xu Hall, Mark Sonnenblick y Joriah Kwamé. Matthew Margeson compuso la partitura musical. Los efectos visuales estuvieron a cargo de Framestore, Method, OPSIS y Day for Nite.

## Estreno
La película fue estrenada en los cines de los Estados Unidos por Sony Pictures Releasing el 7 de octubre de 2022. Originalmente iba a estrenarse el 22 de julio de 2022, pero en septiembre de 2021, la película se pospuso para el 18 de noviembre de 2022. En abril de 2022, la película se adelantó a su fecha del 7 de octubre, reemplazando la fecha de estreno de Spider-Man: Across the Spider-Verse.

## Recepción
Lyle, Lyle, Crocodile recibió reseñas generalmente mixtas a positivas de parte de la crítica y de la audiencia. En el sitio web especializado Rotten Tomatoes, la película posee una aprobación de 72%, basada en 90 reseñas, con una calificación de 6.1/10 y con un consenso crítico que dice: "Es posible que los padres no se dejen atrapar, pero Lyle, Lyle, Crocodile seguramente hará sonreír a la mayoría de los niños." De parte de la audiencia tiene una aprobación de 86%, basada en más de 1000 votos, con una calificación de 4.3/5.
El sitio web Metacritic le dio a la película una puntuación de 51 de 100, basada en 17 reseñas, indicando "reseñas generalmente favorables". Las audiencias encuestadas por CinemaScore le otorgaron a la película una "A-" en una escala de A+ a F, mientras que en el sitio IMDb los usuarios le asignaron una calificación de 6.1/10, sobre la base de 14 000 votos. En la página web FilmAffinity la cinta tiene una calificación de 5.2/10, basada en 814 votos.